# Haruko Momoi
Haruko Momoi (桃井 はるこ, Momoi Haruko, nascida em 14 de dezembro de 1977) é uma cantora, compositora e atriz de voz japonesa. Ela também produz um grupo pop feminino chamado Afilia Saga. Ela nasceu em Tóquio e é apelidada pelos fãs de Halko, um apelido que ela deu a si mesma inspirado por HAL 9000, o computador do filme 2001: A Space Odyssey.

## Biografia

### Carreira
Haruko se interessou por computadores pessoais desde jovem e estudou comunicações por computador durante o ensino médio. Depois de se formar na Escola Metropolitana de Tóquio Yoyogi, seus artigos e escritos em seu blog online chamaram a atenção do editor-chefe da revista Weekly ASCII. Mais tarde, recebeu uma oferta de emprego como escritora para a revista.
No final dos anos noventa, Haruko começou a cantar e fazer apresentações ao vivo nas ruas de Harajuku e Akihabara. Ela então estreou seu single "Mail Me", uma versão cover que aparece no filme Suicide Circle em 2001. Logo depois, ela estreou como dubladora em seu papel como Komugi Nakahara em Nurse Witch Komugi. Em 2001, ela se juntou a Masaya Koike para formar a dupla UNDER17 e juntos interpretaram músicas para videogames adultos e populares, além de animes. Depois do último álbum Best Album 3 ~Soshite Densetsu e... ~ e uma turnê ao vivo com o mesmo nome, UNDER17 se separou em 2004 alegando diferenças criativas, e os dois músicos seguiram caminhos separados desde então. Ela continuou com sua carreira solo como cantora e, em 2006, assinou contrato com a Avex Mode como compositora e cantora.
Em 2003, compôs e escreveu a música "Ai no Manifest" para o álbum CHAKURIKU!!, de Masaaki Endoh.
Em 2007, Halko publicou uma autobiografia intitulada Akihaba-LOVE, na qual ela conta as principais experiências que moldaram sua vida, principalmente aquelas que foram importantes na construção de sua carreira como musicista e dubladora, mas também inclui anedotas de sua infância e histórias de amizade, bem como opiniões pessoais sobre diferentes aspectos do fandom de anime.